# دلفین خال‌دار اطلس
دلفین خال‌دار اطلس گونه‌ای دلفین ساکن جریان آبی گلف استریم در شمال اقیانوس اطلس است. نام این دلفین از این رو خال‌دار خوانده می‌شود که اعضای سالخورده‌تر دارای نقطه‌های خال‌مانند آشکاری بر سرتاسر بدن خود هستند.

## رده‌بندی
دلفین خال‌دار اطلس نخستین بار توسط کوویه در سال ۱۸۲۸ شناسایی شد. در شکل ظاهری تعدادی از این دلفین تفاوت‌های قابل ملاحظه‌ای دیده می‌شود و این باعث شده تا متخصصان در رده‌بندی درست این جانور ابهام داشته باشند. هم‌اکنون تنها یک گونه شناسایی شده‌است؛ با این حال احتمال اینکه گروه بزرگی از دلفین‌های خالدار ساکن آب‌های فلوریدا زیرگونه، یا حتا گونه‌ای، مستقل تشخیص داده شوند، بالا است.
دلفین‌های خال‌دار ساکن باهاما در حال آمیزش با دلفین‌های پوزه‌بطری دیده شده‌اند. عده‌ای از پژوهشگران بر این باورند که دلفین‌های خال‌دار اطلس از لحاظ خانوادگی بیشتر به دلفین‌های پوزه‌بطری نزدیک باشند تا دیگر اعضای خانواده سیاه‌سفیدها.

## توصیف ظاهری

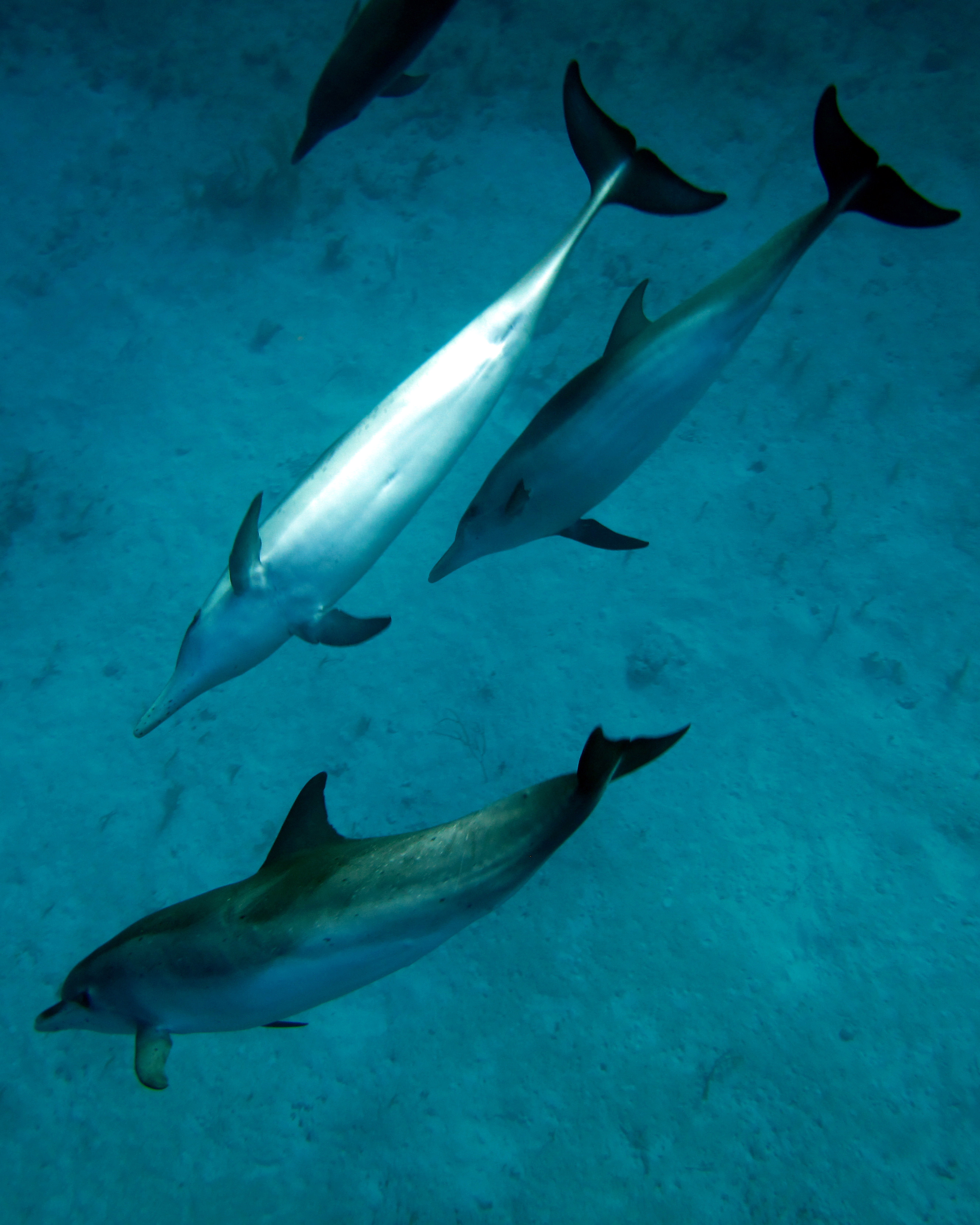
گروهی از دلفین‌های خال‌دار اطلس در جزایر تورکس و کایکوس.

رنگ‌آمیزی دلفین‌های خال‌دار اطلس با افزایش سن تغییر زیادی می‌کند. رنگ بدن بچه‌های تازه متولد شده کامل خاکستری است. هنگامی که بچه‌ها از شیر مادر گرفته می‌شوند آغاز به پیدا کردن خال روی بدن می‌کنند. جوان‌ها دارای خال‌هایی تیره‌رنگ بر شکم خود و نقطه‌هایی سفید بر پهلوها هستند. پشت و باله پشتی خاکستری تر از دیگر بخش‌های بدن هستند. هنگامی که جانور به بلوغ می‌رسد خال‌ها پرشمار و گسترده‌تر می‌شوند تا هنگامی که در پایان دوره بلوغ تمام بدن به رنگ سیاه با خال‌های سفید می‌شود. طول دلفین‌های تازه متولد ۱۱۰-۹۰ سانتی‌متر است. بیشترین طول ثبت شده در نرها ۲٫۲۶ متر و در ماده‌ها ۲٫۲۹ متر است و نیز بیشترین وزن ثبت شده ۱۴۰ کیلوگرم در نرها و ۱۳۰ کیلوگرم در ماده‌ها.
دلفین خال‌دار اطلس دلفینی با جثه و وزن متوسط نسبت به دیگر دلفین‌ها است. این جانور همچون دلفین‌های پوزه‌بطری بسیار پرجنب و جوش است، شناگر ماهر و تندی به‌شمار می‌رود و دوستدار بازی و پرش از آب.

## رابطه با انسان
بعضی دلفین‌های خال‌دار، به ویژه آن‌هایی که در آب‌های باهاما هستند، به ارتباط با انسان‌ها خو گرفته‌اند. در این مناطق گشت‌های تفریحی با کشتی برای دیدن دلفین‌ها یا حتا شنا با آن‌ها رایج است.
دلفین‌های خال‌دار اطلس قربانی شکار ماهی می‌شوند و هر ساله تعدادی از آن‌ها در تورهای ویژه ماهی‌گیری تجاری گرفتار می‌شوند. با این حال این فعالیت‌ها تاکنون خطر بزرگی برای بقای این جانوران نداشته‌اند. این دلفین‌ها در آب‌های با ژرفای متوسط زندگی می‌کنند.

## یادداشت
1. ↑  Odontoceti
2. ↑  Delphinidae
3. ↑  Stenella